# Port Conway
Port Conway is een klein plaatsje in de Amerikaanse staat Virginia, gelegen in King George County aan de rivier de Rappahannock.
Nabij Port Conway vond in 1863, tijdens de Amerikaanse Burgeroorlog, een kleine schermutseling plaats.

## Geboren
- James Madison (1751-1836), vierde president van de Verenigde Staten (1809-1817)